# Vigevano Calcio
Vigevano Calcio ist ein italienischer Fußballverein aus Vigevano. Der Verein wurde 1921 gegründet und trägt seine Heimspiele im Stadio Dante Merlo aus, das Platz bietet für 3.000 Zuschauer. Vigevano Calcio spielte bisher elf Jahre in der Serie B und ist derzeit in der Eccellenza, der sechsthöchsten Spielklasse in Italien, zu finden.

## Geschichte
Vigevano Calcio wurde im Jahre 1921 in der Stadt Vigevano in der Provinz Pavia, Lombardei, gegründet. Bereits zuvor hatte es einen Sportverein in der Stadt gegeben, der ursprünglich 1898 als Società Ginnastica Pro Vigevano gegründet wurde und dessen Namen sich im Laufe der Jahre noch mehrfach änderten. 1921 wurde dann eine Fußballabteilung ausgegliedert, die den Namen Giovani Calciatori Vigevanesi erhielt. Fünfzehn Jahre darauf fand die erste Namensänderung statt, man benannte sich um in AC Vigevano. Bis 1979 trug der Fußballclub nun diesen Namen, ehe durch eine Neugründung bedingt der Vereinsname FC Vigevano 1979 eingeführt wurde. Anno 1993 fanden wieder Veränderungen statt und der Club nannte sich fortan Vigevano Calcio, wie man noch heute heißt.
Unter den beiden ersten Namen gelangen Vigevano die größten Erfolge. Insgesamt elf Jahre lang spielte der Verein mit Unterbrechungen in der zweiten italienischen Fußballliga, der Serie B. Erstmals aufgestiegen war man in der Saison 1930/31, als ein erster Rang in der Promozione, die damals die dritte Liga darstellte, erreicht wurde, was den Aufstieg zur Folge hatte. In der Serie B 1931/32 spielte Vigevanesi gut mit und landete am Ende der Saison auf einem guten vierten Rang. Dieses Ergebnis wurde nur getopt durch einen zweiten Platz in der Girona A der Serie B 1933/34, als der Aufstieg in die Serie A erst in Aufstiegsplayoffs verpasst wurde, wo man sich der SG Sampierdarenese geschlagen geben musste. Nur zwei Jahre nach diesem Erfolg musste der mittlerweile in AC Vigevano umbenannte Verein in die Serie C absteigen. Nach dem sofortigen Wiederaufstieg war man in den folgenden Jahren wieder in der zweiten Liga zu finden, konnte aber stets nur Positionen im unteren Mittelfeld erreichen. 1939/40 stieg man wieder in die Serie C ab und es dauerte nun bis ins Jahr 1946, ehe Vigevano wieder in die Serie B zurückkehrte. 1946/47 und 1947/48 spielte der AC Vigevano zwei Spielzeiten in der zweiten Liga, bevor man wieder in die dritte Liga abstieg. In der Saison 1957/58 agierte der Verein zum bis heute letzten Mal in der Serie B und stieg nur ein Jahr nach dem Aufstieg sofort wieder ab. Im Verlauf der folgenden sieben Jahre erfolgte der Absturz bis in die fünfte Liga. Bis zum heutigen Tag pendelt der Verein zwischen regionalen Ligen und den unteren Profiligen. Derzeit spielt man in der Eccellenza, der sechsten italienischen Liga, in der Staffel Lombardei.

## Ligenzugehörigkeit
- Serie B: 11 Spielzeiten

- Serie C: 19 Spielzeiten

- Serie D: 32 Spielzeiten

## Ehemalige Spieler
- Piero Antona
- Oreste Barale
- Riccardo Carapellese
- Sergio Castelletti
- Maurizio Iorio
- Giuseppe Sannino
- Andrea Soncin
- Lido Vieri

## Ehemalige Trainer
- Ferenc Hirzer